# Misenum
Misenum (en llatí: Misenum, en grec antic: Μισηνόν) era el nom d'un promontori, un cap i un port a Campània: el Misenum Promontorium i al costat el Portus Misenus, a la part nord del Sinus Cumanus (moderna badia de Nàpols), al sud d'Itàlia. La ciutat, que va créixer al voltant del port, està situada a l'extrem occidental del golf de Pozzuoli (Sinus Cumanus o Pilen, el Golf de Nàpols), a la mar Tirrena. Estrabó diu que Misenum era un cap quasi aïllat que formava un turó elevat, situat davant de l'illa de Procida

## Mitologia
Segons la mitologia grega, Misenum va ser anomenat així per un company d'Hèctor, trompeter d'Eneas. Se suposa que Misenum o Misè es va ofegar a prop d'aquí després d'una competició de trompeta amb el déu marí Tritó, segons va relatar Virgili a l'Eneida:
| « | […] la Sibil·la li comenta que hi ha un amic seu que és mort i ell no se n'ha adonat i han de donar-li sepultura abans. Enees i el seu fidel Acates es dirigeixen cap als vaixells, preguntant qui podria ser l'amic mort i veuen que és Misenum. Aquest havia estat company d'Hèctor, fill de Príam, que sempre l'havia acompanyat fins que el príncep va ser assassinat per Aquil·les i es va incorporar al seguici de Enees. S'afanyen a complir el que Sibil·la els havia ordenat i construeixen un sepulcre per enterrar el mort. Mentre tallaven troncs de fusta Enees desitja trobar la branca d'or i en aquell instant van aparèixer dos coloms que havien estat enviades per la deessa Venus per ajudar-los a trobar la branca. Les segueixen i aquestes els porten fins a la gola de l'Avern i es van posar sobre un arbre on lluïa una aura d'or. Enees l'agafa i la porta a la cova de la vident Sibil·la. Mentrestant els teucres segueixen donant sepultura a Misenum. Quan van acabar van continuar els mandats de Sibil·la. Per poder entrar en una profunda caverna van realitzar sacrificis i Sibil·la fa fora tots els companys d'Enees i li diu a aquest que tingui valor ara per entrar [...] | » |

El funeral de Misè va servir, en definitiva, de ritual perquè la Sibil·la de Cumes, acompanyés a Eneas a entrar a l'infern.
Una altra llegenda recollida per Estrabó, deia que Misè era un dels companys d'Odisseu.

## Història
No hi ha notícia de cap ciutat en aquell lloc a l'època antiga, encara que Licòfron parla del seu port, que segurament usava la ciutat de Cumes per la seva expansió comercial. La ciutat antiga es trobava a prop de l'antiga Cumes. Entre les dues ciutats hi havia el llac Aquerúsia, una mena d'albufera producte de les marors del mar. Només doblar el cap Misenum, hi havia un port al peu del promontori, i a continuació, la costa formava un golf d'una gran profunditat.
En aquest golf hi havia un extens bosc de matoll sobre terreny arenós i sense aigua i que rebia el nom de Silva Gallinària. En aquest lloc va ser on els almiralls de Sext Pompeu van reunir els pirates amb ocasió de la revolta que aquell va instigar a Sicília. Aquesta revolta va ser promoguda pels republicans fidels a Sext Pompeu l'any 43, per prosseguir la causa del seu pare el triumvir, Pompeu el Gran, contra Juli Cèsar, a la qual es va posar fi l'any 39 amb el tractat de Misenum, signat per Octavi (hereu de Juli Cèsar) i Sext Pompeu. Per aquest tractat, Sext Pompeu mantenia el control de Sicília, Còrsega i Sardenya, amb el compromís d'assegurar els enviaments de gra a Roma.
En l'antiguitat, Misenum va ser la base naval més gran de l'Armada romana, des que la més important flota romana, la Classis Misenensis, va tenir aquí la seva base. La primera vegada que es va establir la base naval va ser al 27 aC per Marc Agripa, la mà dreta de l'emperador August, que segurament hi va fer construir l'anomenada Piscina mirabilis.
No hi ha cap dubte de què la instal·lació de la base naval va originar l'aparició de la ciutat, que era un municipi romà i tenia a més la categoria de colònia. Per les inscripcions, se sap que els seus habitants eren soldats de la flota, encara que se suposa que també hi havia altra mena de població.
Amb el tancament de la base naval i la proximitat de les importants ciutats romans de Pozzuoli i Nàpols, Misenum va arribar a ser un emplaçament de vil·les romanes edificades amb gran luxe, tal com també va passar a les veïnes ciutats de Baulos i Baiae.
Plini el Vell va ser el prefecte a càrrec de la flota naval de Misenum l'any 79, en l'època de l'erupció del Vesuvi, visible a través de la badia. En albirar els inicis de l'erupció, Plini va salpar per si era possible organitzar un rescat, i va morir a causa de l'erupció. El relat de la seva mort l'explica el seu nebot Plini el Jove, que va residir també a Misenum en aquell temps, i des d'on va observar l'erupció.
Misenum és retratada en la novel·la de Robert Harris, Pompeia amb la ubicació de la Piscina Mirabilis, l'estació termal dins de la qual, al Aqua Alsietina, on desemboca l'aqüeducte, treballa el protagonista, l'enginyer hidràulic (aquarius) Atili.

## Restes i troballes
Si bé de l'antic port militar, construït probablement per Marc Vipsani Agripa, en queda molt poc, encara són recognoscibles a poca profunditat sota l'aigua, els fonaments dels molls antics, construïts per pila (pilastres) destinades a trencar les ones i protegir les naus ancorades. A l'embassament interior (mar Mort) eren acollides les naus per al manteniment i les reparacions i tenien lloc els exercicis militars. Un pont de fusta travessava el pas entre els dos miralls d'aigua.

### Piscina mirabilis
També formava part de la base naval la Piscina Mirabilis, una enorme cisterna que feia de dipòsit de l'Aqüeducte de serina, encarregat de l'aprovisionament de les instal·lacions militars. Aquesta reserva d'aigua està excavada a la roca volcànica de la paret del penya-segat.

### Oratori dels Augustals i el teatre
A la riba occidental de la rada de Misenum, on probablement hi havia la seu del comandament de la base naval, s'han trobat dos monuments locals, l'oratori dels Augustals i el teatre, no lluny un de l'altre sobre la punta Sarparella.
L'oratori dels Augustals, d'època Julio-Clàudia, però àmpliament retocat en època dels Antonins, va ser identificat el 1967 a partir d'una inscripció recuperada al curs de l'excavació. A causa del fenomen de la lenta oscil·lació del sòl que afecta tot el litoral, havia caigut al mar probablement accidentalment, i conserva encara nombroses escultures i inscripcions.
Els seus tres nivells estaven parcialment excavats a la roca i en part construïts amb maçoneria. L'espai central era el veritable temple, alçat sobre un podi, al qual s'accedia mitjançant una escalinata i un pronaos tetràstil pavimentat amb mosaic. Al frontó decorat amb relleus hi havia dos busts, un de femení i un altre de masculí, representant amb tota probabilitat als dos personatges dedicantes. A l'interior de l'oratori, a la paret del fons, s'obria un absis flanquejat per nínxols rectangulars i revestits amb relleus estucats de tema marí.
Davant de l'escalinata d'accés al monument s'ha trobat l'altar de maçoneria revestit amb làmines de marbre. Dues escultures representant respectivament a Vespasià i Titus, han estat trobades a l'interior de l'oratori. Una altra estàtua imperial, una imatge de bronze de Nerva a cavall (encara que el cap de Nerva va ser afegida posteriorment, substituint potser a la de Domicià) s'ha descobert en una de les peces laterals.
Del teatre avui només es distingeixen tres galeries, però per dissenys antics se sap que encara es conservava al segle xviii i que un corredor a través del turó posava en comunicació la càvea amb la via Heraclea, avui submergida.

### Far
Un altre vestigi que ha quedat de l'antiga Misenum és el far (aquesta sembla la interpretació més probable del monument) sobre la punta del Poggio, constituït per una estada central quadrada coberta amb cúpula i envoltada per altres locals petits amb cobertura anàloga. Aquesta estructura que sembla d'època d'August, va ser reforçada al segle i.